# Alfred William Bennett
Alfred William Bennett ( Clapham, Londres, 24 de junho de 1833   – Londres, 23 de janeiro de 1902 ) foi um botânico britânico.
Era filho de  William e de Elizabeth Bennett. Obteve seu título de bacharel em artes  com menção especial em química e botânica na Universidade de Londres em 1853; seu título de mestre em artes em  1855 e seu bacharelato em ciências em 1858. Casou-se no mesmo ano com Katherine Richardson.
De  1858 a 1868, instalou-se como livreiro. Tornou-se tutor da família  de Gurney Barclay em 1868, e começou a dar cursos de botânica na  Faculdade Bedford e no Hospital St Thomas. Foi assistente de  Sir Joseph Norman Lockyer (1836-1920) de 1870 a 1874.
Foi membro da Sociedade Linneana de Londres e da  "Sociedade Real de Microscopia". É o  autor da  A Narrative of a Journey in Ireland ( 1847), com George Robert Milne Murray (1858-1911), de Handbook of Cryptogamic Botany ( 1889) e da  Flora of Alpes ( dois volumes, 1896-1897). Traduziu com  William Turner Thiselton Dyer (1843-1928)  a obra Lehrbuch der Botanik de Julius von Sachs (1832-1897) e, ainda, foi editor do Jornal da Sociedade Real de Microscopia a partir de  1897. É o autor de numerosos trabalhos sobre os   criptógamas,  sobre as algas de água doce, sobre  polinização e sobre as plantas dos  Alpes.